# 西川宏道
西川 宏道（にしかわ こうどう）は江戸時代後期の佐渡奉行所地役人。

## 経歴
西川恒山の子。文政元年（1818年）部屋住みから御役所見習となり、文政2年（1819年）金蔵役となった。文政4年（1821年）学問出精のため定役格となり、文政5年（1822年）江戸上納焼金宰領として江戸に赴任し、佐渡への下金宰領を命じられ、同年中に帰郷した。文政6年（1823年）米蔵役、文政8年（1825年）銅稼掛並役助、同年銅稼掛並役、文政10年（1827年）定勘定役助、文政11年（1828年）学問所定役兼地方掛。
天保元年（1830年）前年分地方・銀山方勘定仕上江戸詰御用として江戸に赴任中、父西川恒山が死去したため、跡を継いだ。天保2年（1831年）帰郷し、目付役助兼学問所定役、天保4年（1833年）目付役、同年学問所定役、天保7年（1836年）公事方役兼学問所定役。天保8年（1837年）病気のため退職し、11月25日病没した。

## 子孫
1. 西川儀太夫功
通称は内藤内。安政元年（1854年）3月21日41歳で病没[2]。
2. 西川儀一宏遠
初名は栄蔵。北海道亀田郡銭亀沢村に渡り、明治24年（1891年）10月23日59歳で病没[2]。
3. 西川秋三宏器
西川明雅の子。通称は藤蔵・包之助、名は功？、字は士業、号は容所。天保11年（1840年）佐渡奉行久須美祐明の下で目付役を務めた[1]。明治16年（1883年）5月20日病没[2]。